# Emil Michałowski (urolog)
Emil Józef Leonard Michałowski (ur. 6 listopada 1906 w Tarnopolu, zm. 26 lutego 1978 w Krakowie) – polski lekarz urolog z tytułem profesora.

## Życiorys
Emil Józef Leonard Michałowski urodził się 6 listopada 1906 w Tarnopolu, w rodzinie Stanisława, urzędnika, i Marii z Piwockich, miał siostrę Marię. Kształcił się w Państwowym Gimnazjum im. Królowej Zofii w Sanoku. 17 czerwca 1924 zdał egzamin dojrzałości w Państwowym Gimnazjum w Jaworowie. W 1930 ukończył studia na Wydziale Lekarskim Uniwersytetu Jana Kazimierza we Lwowie, uzyskując stopień doktora wszech nauk lekarskich. Od 1928 pracował Klinice Chirurgicznej UJK. Uzyskał specjalizację z chirurgii i urologii. Od 1 marca 1937 był ordynatorem Oddziału Urologicznego Szpitala św. Łazarza w Krakowie. 16 marca 1939 został docentem. 20 kwietnia 1939 uzyskał habilitację jako docent urologii na WL UJK. Stanowisko ordynatora pełnił do 16 stycznia 1940. Tego dnia został aresztowany przez gestapo i przebywał w więzieniu Montelupich. Po odzyskaniu wolności w czerwcu 1940 pracował w Szpitalu oo. Bonifratrów w Krakowie jako konsultant urolog, a także udzielał się w służbie zdrowia Polskiego Czerwonego Krzyża.
Po wojnie od 1950 ponownie był ordynatorem w macierzystym szpitalu, od tego roku pod nazwą Szpital Kliniczny Akademii Medycznej. Od 1 października 1962 do 30 września 1977 był kierownikiem Katedry i Kliniki Urologii AM przy ulicy Grzegórzeckiej. 29 stycznia 1955 mianowany profesorem nadzwyczajnym, a 9 listopada 1972 profesorem zwyczajnym. Od 1945 do 1950 oraz od 1962 do 1977 był wykładowcą urologii na AM. Publikował prace naukowe, podręczniki w zakresie urologii. W swojej specjalności pełnił także funkcje konsultanta, rzeczoznawcy w różnych gremiach i instytucjach. Był przewodniczącym Krajowego Zespołu Specjalistów ds. Urologii. Był współzałożycielem w 1949 oraz w latach 1951–1952 i 1962–1964 prezesem Polskiego Towarzystwa Urologicznego, a w 1970 otrzymał tytuł członka honorowego PTU. Należał do Międzynarodowego Towarzystwa Urologicznego, pełniąc funkcję delegata narodowego. Był także członkiem honorowym Niemieckiego Towarzystwa Urologicznego. Zasiadał w redakcji czasopism „International Urology and Nephrology”, „Zeitschrift für Urologie”, „Urologia Internationalis”, zaś od 1949 do 1951 był redaktorem polskiego pisma „Urologia Polska”. Należał do ZBoWiD. Władał kilkoma językami obcymi. Od młodości uprawiał myślistwo.
Był mężem Anny z Raczyńskich (1905–1986), primo voto Jankowej, córki lekarza pediatry prof. Jana Raczyńskiego.

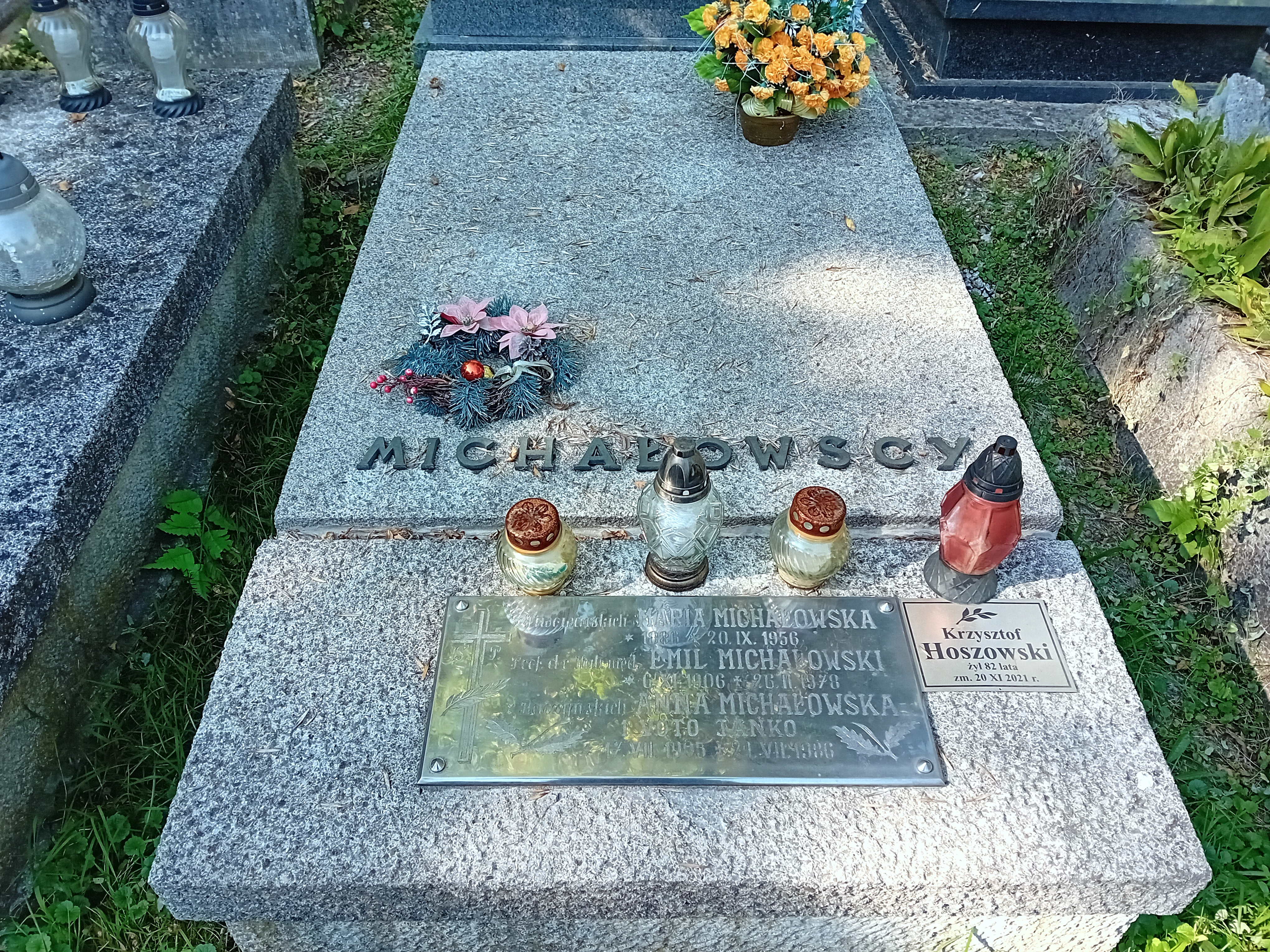
Grobowiec Emila Michałowskiego na cmentarzu Rakowickim w Krakowie

Zmarł w Krakowie, pochowany 6 marca 1978 na cmentarzu Rakowickim w Krakowie (kwatera XLVI-12-27).

## Ordery i odznaczenia
- Krzyż Kawalerski Orderu Odrodzenia Polski (1973)
- Medal Zwycięstwa i Wolności 1945 (1947)
- Medal 10-lecia Polski Ludowej (13 stycznia 1955)[12]
- Odznaka honorowa „Za wzorową pracę w służbie zdrowia” (1958)

## Nagrody
- Nagroda Ministra Zdrowia i Opieki Społecznej (1967)
- Nagroda Ministra Zdrowia i Opieki Społecznej I stopnia (1971)

## Upamiętnienie
11 grudnia 1995 imieniem prof. Emila Michałowskiego nazwano Szpital Specjalistyczny w Katowicach.